# Antíoc II de Commagena
Antíoc II de Commagena (en llatí Antiochus, en grec antic Ἀντίοχος) fou rei de Commagena.
Era amb molta probabilitat fill de Antíoc I de Commagena, i va succeir a Mitridates II Filohel·len l'any 31 aC, després de la batalla d'Àccium. El 29 aC August el va cridar a Roma sota l'acusació d'haver matat l'ambaixador que el seu germà Mitridates havia enviat a Roma, i després al mateix germà. August el va fer executar i va donar el regne a Mitridates III de Commagena, fill de l'assassinat Mitridates.